# Angerona aquafortis
Angerona aquafortis là một loài bướm đêm trong họ Geometridae.